# VIA 57 West
VIA 57 West ist ein Wohnhochhaus in Manhattan in New York City, Vereinigte Staaten. Das vom dänischen Architekturbüro Bjarke Ingels Group (BIG) entworfene, pyramiden- oder tetraederförmige Hochhaus ist 142,3 m (467 Fuß) hoch und hat 34 Stockwerke. Das mit mehreren Preisen ausgezeichnete Gebäude wird als VIΛ 57 WEST vermarktet.
Das Wohngebäude befindet sich am West Side Highway (12th Avenue) zwischen der West 57th Street und West 58th Street in der Nordwestecke des Stadtteils Hell’s Kitchen (Midtown West) unmittelbar am Hudson River.
Nach Angaben der New York Times wurde der Name „VIA 57 West“ gewählt, „weil der nach Süden führende Highway abfällt, während Autofahrer in die City einfahren, an genau dem Punkt, an dem das Gebäude steht“ und der Platz somit ein Einfahrtstor nach Midtown Manhattan bildet.

## Beschreibung
Bjarke Ingels traf den New Yorker Immobilienentwickler Douglas Durst in den frühen 2000er Jahren, als dieser sich mit seiner dänischen Ehefrau in Dänemark aufhielt. Durst, der Ingels' Studio in Kopenhagen im Februar 2010 besuchte, fand ihn sehr einfallsreich und bemerkte, dass, im Unterschied zu anderen Architekten, „jedes Design anders war und angepasst an die jeweilige Umgebung.“
Im Frühjahr 2010 beauftragte Durst Fetner Residential BIG, einen neuen Typ Wohnhaus nach Manhattan zu bringen. 2011 eröffnete BIG ein Büro in New York, um die Entwicklung und den Bau von W57 zu überwachen. Mitte 2012 hatte das Büro ungefähr 50 Mitarbeiter; 2016 beschäftigte es in New York 150 Personen.
West 57 ist Ingels' erstes New Yorker Projekt. Die Einheit mit 750 Wohnungen ähnelt einer verschobenen Pyramide mit einer steil ansteigenden Fassade, die bis auf 142 m nach Nordosten ansteigt. Die dreieckige Struktur wurde beschrieben als eine Mischung aus einer europäischen Blockrandbebauung und einem traditionellen Manhattaner Hochhaus. Mit seinen gewinkelten Balkonen um einen begrünten Innenhof verbindet der Block das Ufer des Hudson mit dem Hudson River Park, fügt sich dabei in die Umgebung ein und bietet spektakuläre Aussichten ohne zu viel Verkehrslärm. Das Gebäude bietet eine Grundfläche von 80.000 m² für Wohn- und Einzelhandelsnutzung. Die Nordfassade weist eine Anzahl von um 45° verdrehten Balkonen auf, ein Merkmal, das BIG schon in früheren Projekten wie dem VM Haus im Kopenhagener Stadtteil Ørestad verwendet hatte.

## Ansichten

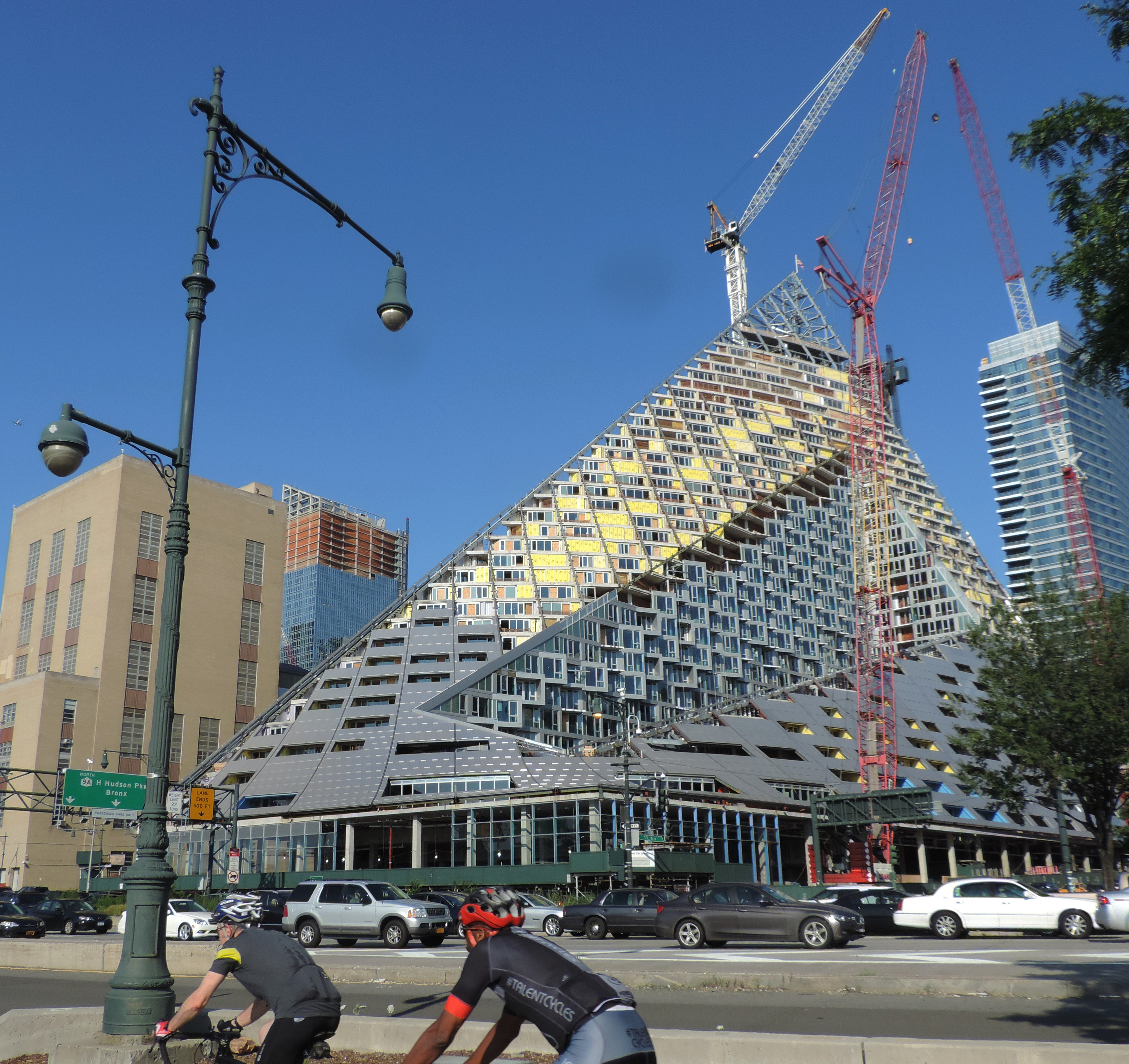
Baustelle im Juli 2015
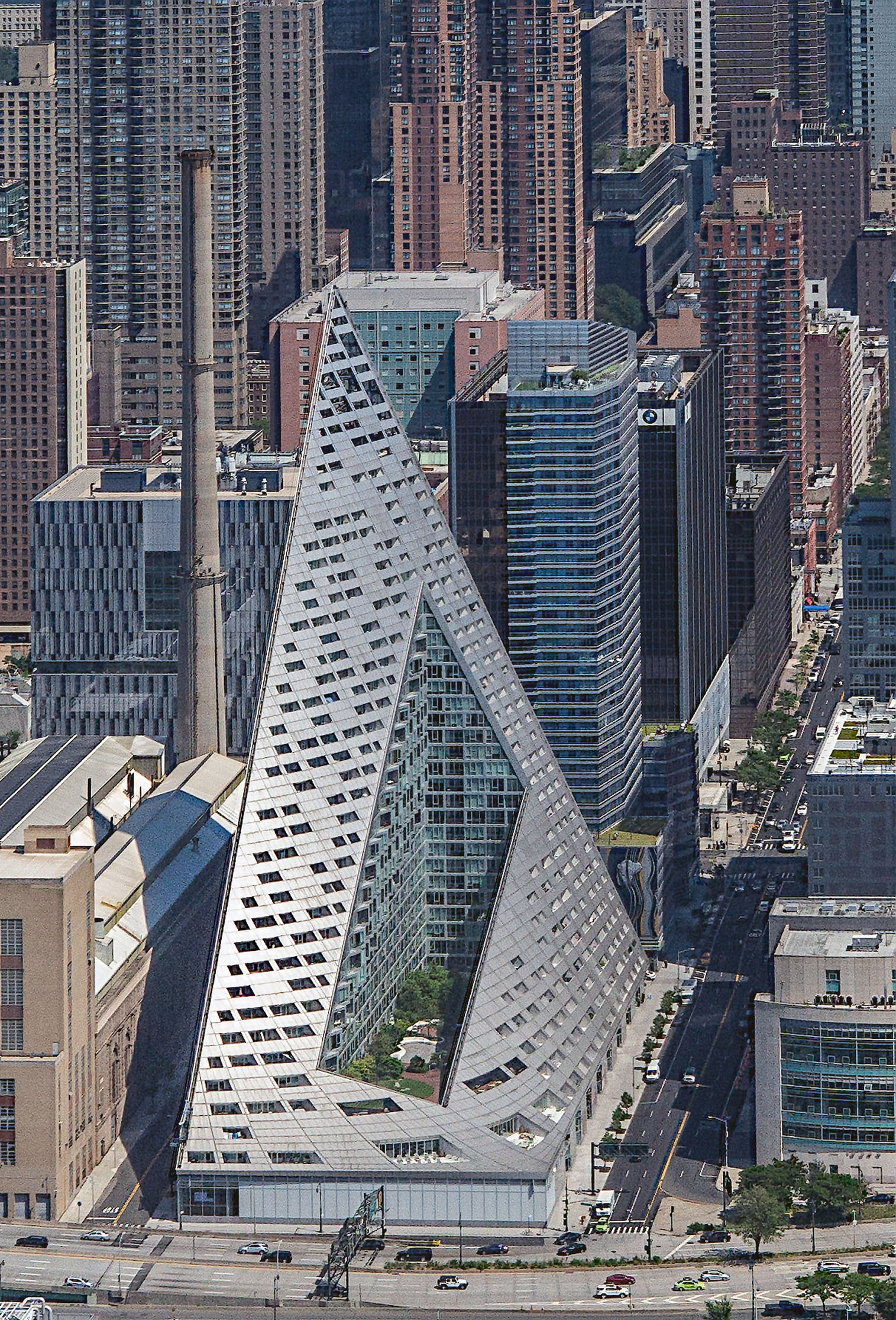
Luftbild von 2018
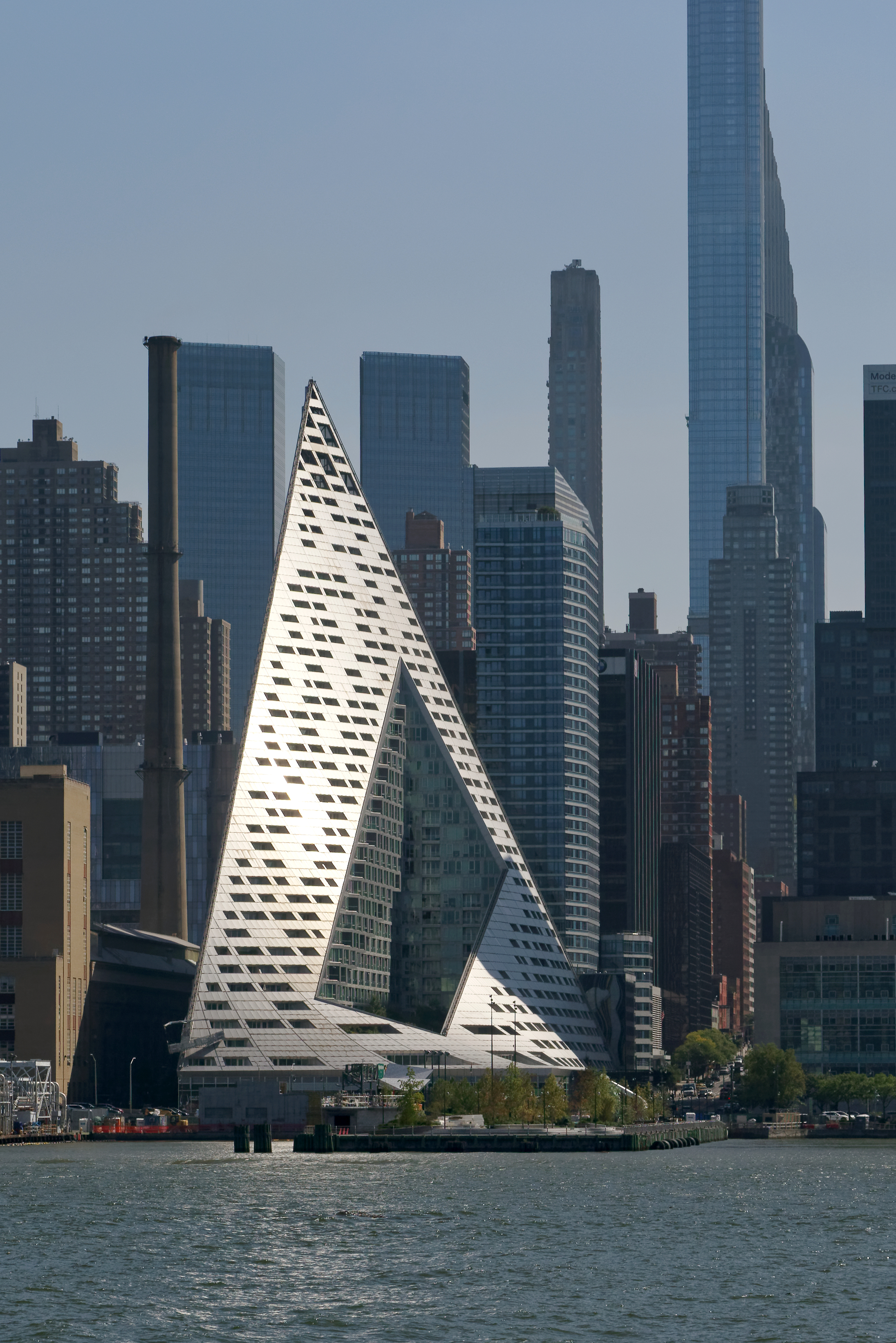
Blick vom Hudson River 2023
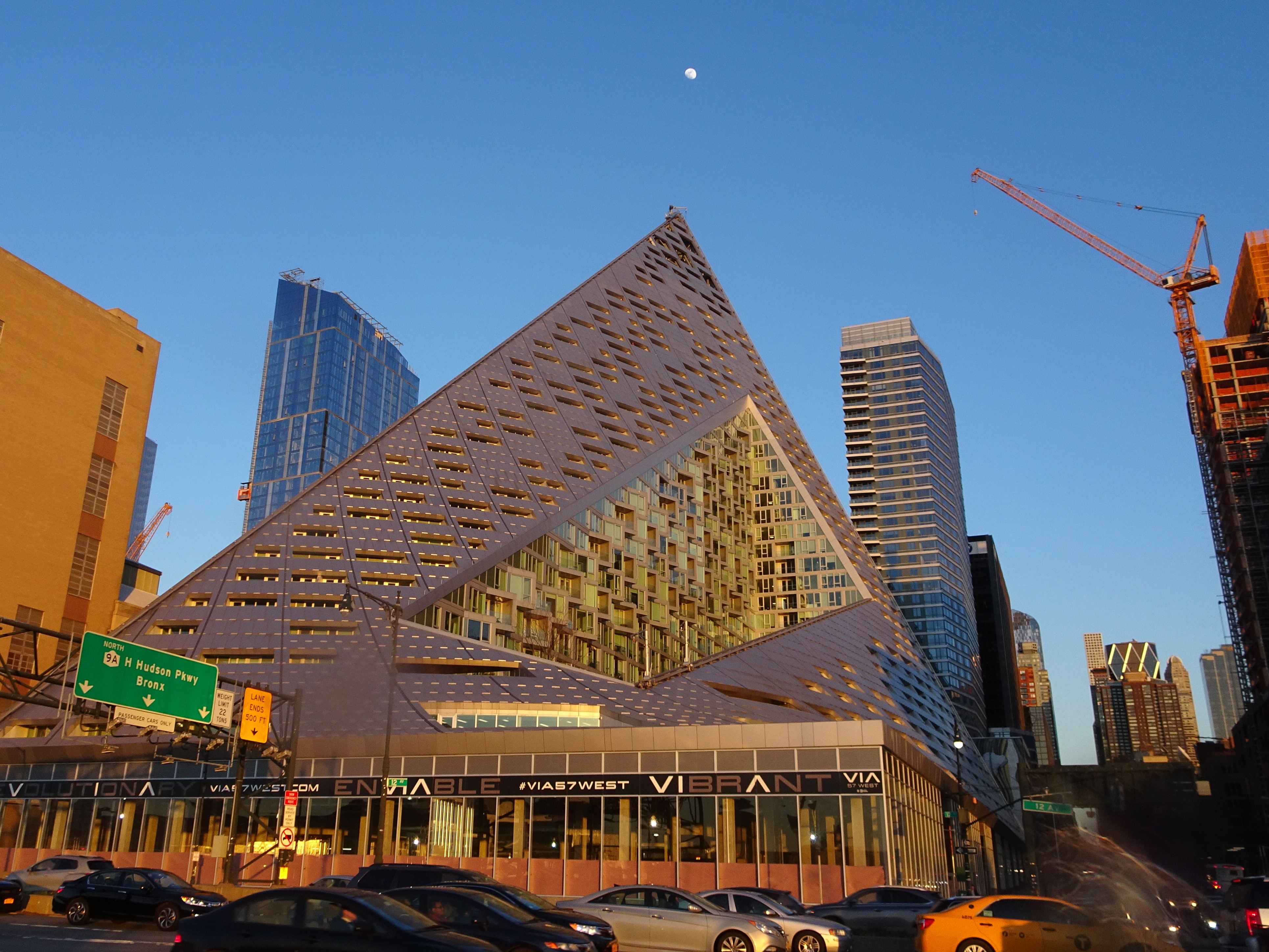
VIA 57 West in der Abendsonne
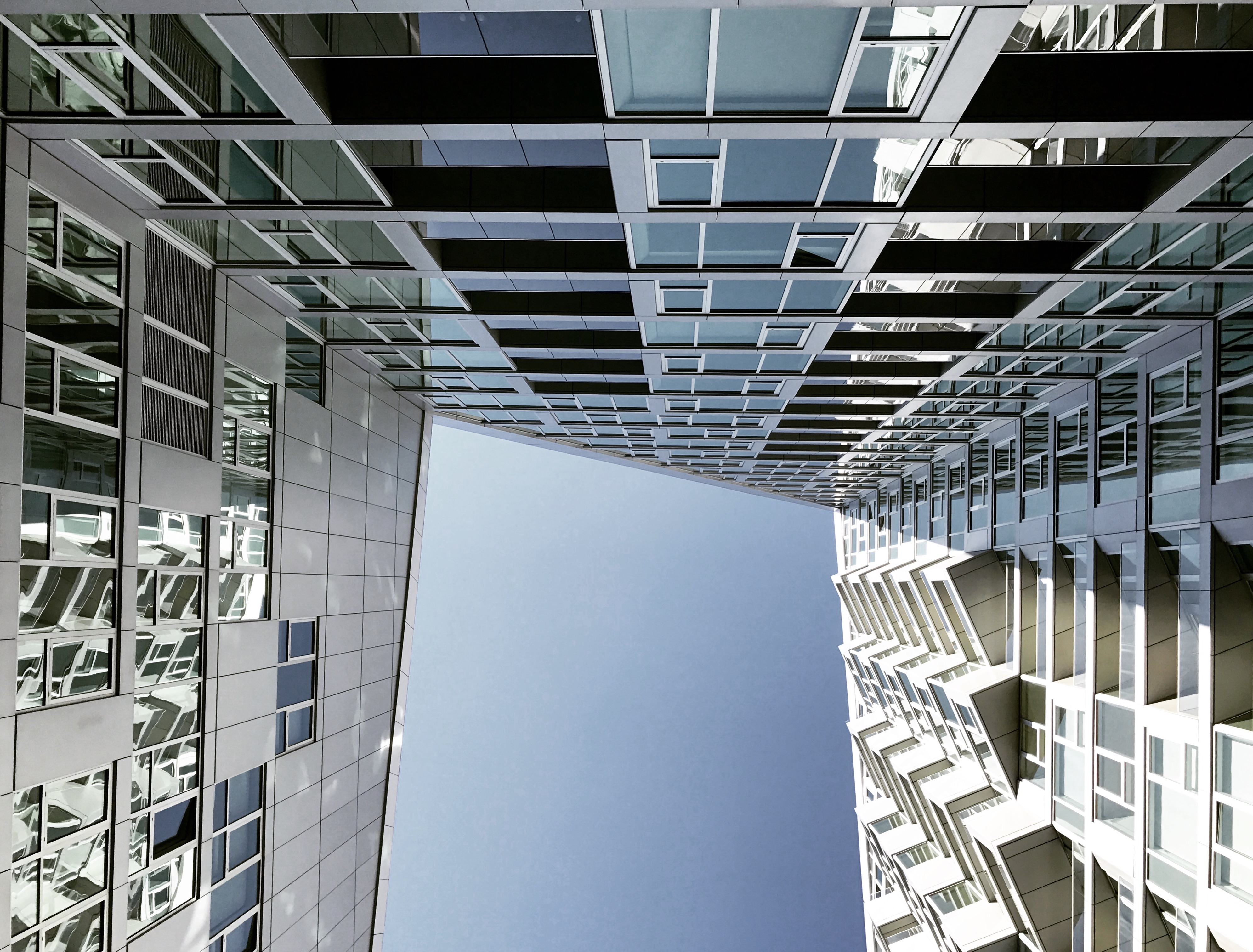
Vertikaler Blick vom Innenhof

## Auszeichnungen
- 2016 CTBUH Skyscraper Award: Best Tall Building Americas[8]
- 2016 Internationaler Hochhauspreis[9]
- 2016 Emporis Skyscraper Award